# Dirk Dressler

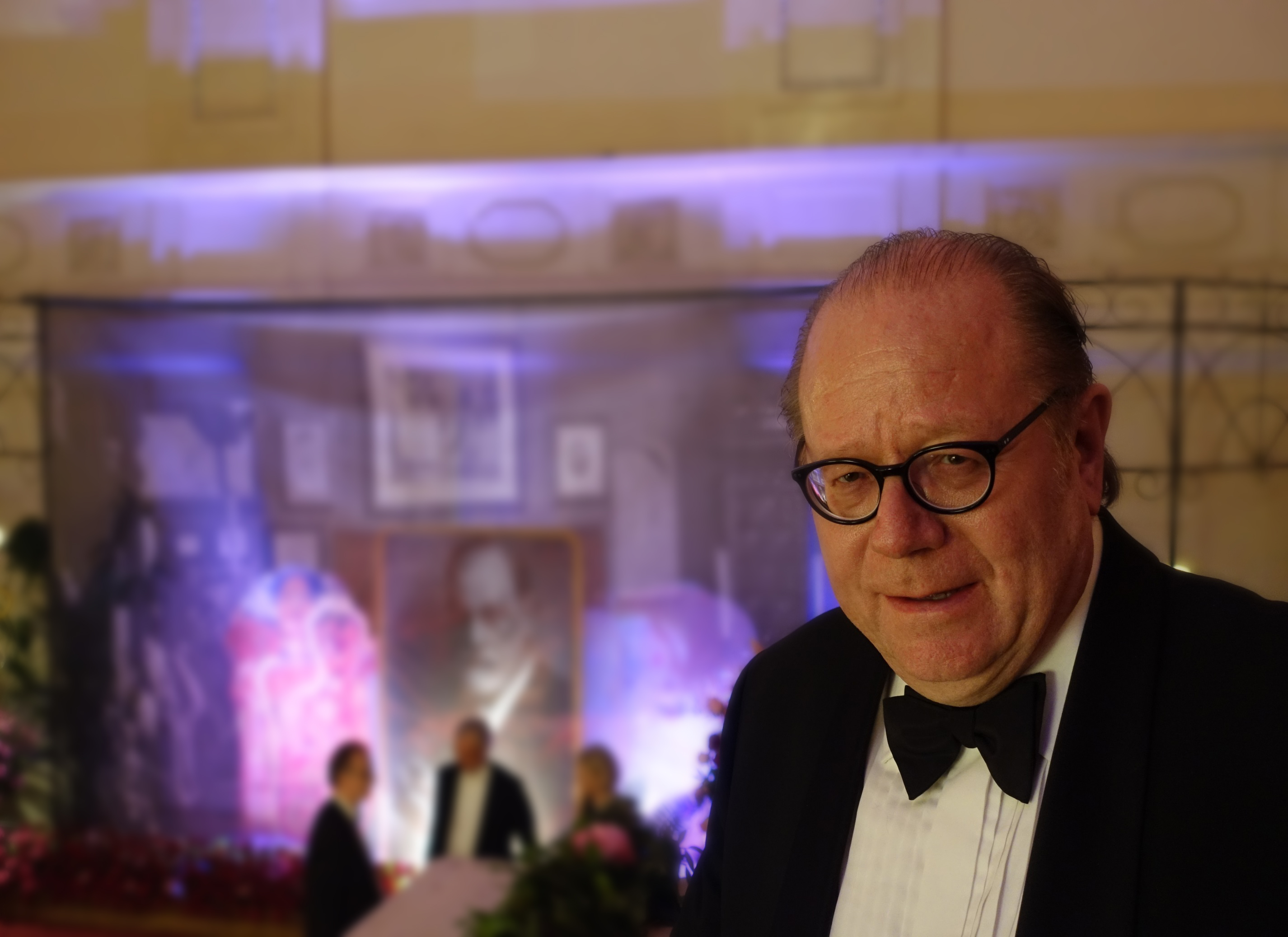
Dirk Dressler (2020)

Konrad Karl Erich Bodo Wilhelm Dirk Dressler (* 19. Juli 1958 in Eschwege) ist ein deutscher Neurologe und Psychiater. Er ist W2-Professor und Oberarzt an der Medizinischen Hochschule Hannover. Seine Forschungsschwerpunkte sind neurologische Bewegungsstörungen und die Entwicklung und Einführung der Botulinumtoxin-Therapie.

## Leben
Dirk Dressler studierte mit einem Stipendium der Konrad-Adenauer-Stiftung Humanmedizin und Philosophie an der Georg-August-Universität Göttingen und der Harvard Medical School in Boston. Anschließend durchlief er neurologische und psychiatrische Facharztausbildungen an der Georg-August-Universität in Göttingen und der Friedrich-Alexander-Universität Erlangen.
Er ist Facharzt für Neurologie und Psychiatrie in Deutschland und  GMC-registrierter Neurologe und Psychiater in Großbritannien.

## Schaffen
Nach mehrjähriger Tätigkeit am National Hospital for Neurology and Neurosurgery und am Institute of Neurology, Queen Square, London, kehrte er 1998 nach Deutschland zurück, um eine Position als Oberarzt an der Neurologischen Klinik der Universität Rostock zu übernehmen. 2004 erhielt er die Venia legendi mit einer Habilitationsschrift über Antikörperinduziertes Botulinum Toxin-Therapieversagen: Symptomatik, Abklärung, Behandlung. 2008 folgte er dem Ruf auf eine W2-Professur für Bewegungsstörungen und Spastik als Oberarzt an der Neurologischen Klinik der Medizinischen Hochschule Hannover.
Seine Hauptarbeitsgebiete umfassen klinische, pharmakologische, neurophysiologische, bildgebende und genetische Untersuchungen der zentralen Motorik und der Bewegungsstörungen. Sein besonderes Interesse gilt dabei der Dystonie und der Spastik. Er gilt als einer der Pioniere der Botulinumtoxin-Therapie in Europa. Er ist  Autor zahlreicher wissenschaftlichen Publikationen zur Botulinumtoxin-Therapie. Er erhielt  Auszeichnungen, lehrt an mehreren ausländischen Universitäten und hält verschiedene Patente zur Botulinumtoxin-Therapie.
Dressler ist Mitbegründer und Mitveranstalter des  International Congress on Treatment of Dystonia, Gründungsmitglied der International Neurotoxin Association und Mitgründer von  IAB - Interdisziplinärer Arbeitskreis Bewegungsstörungen, der  International Parkinson and Movement Disorder Society Special Interest Group on Spasticity, des Gesundheitsnetzwerks der Konrad-Adenauer-Stiftung und von  Fokus Spastik, Deutsches Spastik Forum. Er ist Berater verschiedener in- und ausländischer Regierungskommissionen und war langjähriger Co-Director von We Move, Inc, New York. Er ist Editor und Reviewer  internationaler neurologischer Fachzeitschriften. Darüber hinaus war oder ist er Mitglied des Medical Advisory Boards der National Spasmodic Torticollis Association, Los Angeles, der Associacao Brasileira de Portadores de Distonias, Sao Paulo, der Fundacion Dystonia, Santiago de Chile, des Neurotoxin Institutes, New York, der Schweizerischen Dystoniegesellschaft, Basel, der Deutsche Dystonie Gesellschaft e. V., Hamburg, des Bundesverbands Torticollis e. V., Hamm und von Dystonie-und-Du, Karlsruhe. Er ist Mitglied verschiedener nationaler und internationaler Fachgesellschaften und berät internationale pharmazeutische Unternehmen.

## Publikationen (Auswahl)
Dressler verfasste 249 wissenschaftliche Artikel mit PubMed-Listung, 58 Buchbeiträge und 12 wissenschaftliche Monographien. Darüber hinaus erstellte er über 15 wissenschaftliche Filme.
Zu den von Dressler verfassten Monographien gehören:
- Botulinum-Toxin-Therapie. Thieme, Stuttgart 1995
- Botulinum Toxin Therapy. Thieme Verlag, Stuttgart, New York 2000
- Antikörperinduziertes Botulinum Toxin-Therapieversagen: Symptomatik, Abklärung, Behandlung. Hoffmann-Verlag, Mainz 2005
- Manual of Botulinum Toxin Therapy. 2nd Edition. Cambridge University Press, Cambridge 2013 (zusammen mit D. Truong, M. Hallett und C. Zachary)
- Treatment of Dystonia. Cambridge University Press, Cambridge, UK 2018 (zusammen mit E. Altenmüller und J.K. Krauss)

## Auszeichnungen
- Doktor honoris causa, Medical University of Sofia, Bulgaria[3]
- University of Santiago de Chile, Chile: Ehrenprofessur
- Chinese Botulinum Toxin Society: Lifetime Award
- Symtox - Latin American Botulinum Toxin Association: Lifetime Award
- Japanese Neurotoxin Society: Keynote Lecture
- Chinese Botulinum Toxin Society: Teaching Award
- Tongji University Medical School, Shanghai, China: Teaching Award
- Schweizerische Gesellschaft für Dermatologie und Venerologie
- Swiss Group of Esthetic Dermatology and Skincare: Honorary Member

## Gastprofessuren
- Sao Paulo University, Brasilien
- Monterrey University, Mexiko
- Tongji University Medical School, Shanghai, China
- Sechenow University, Moskau, Russland